# ربيع بلغري
ربيع بلغري مواليد 7 أكتوبر 1977 في مغنية، الجزائر، هو لاعب كرة قدم جزائري يلعب مع وداد تلمسان كلاعب وسط.

## المسيرة الاحترافية

### أندية لعب لها
- اتحاد مغنية
- وداد تلمسان

## روابط خارجية
- ربيع بلغري على موقع قاعدة بيانات كرة القدم.إي يو (الإنجليزية)
- ربيع بلغري على موقع Soccerway.com (الإنجليزية)